# Francis James Child
Francis James Child (født 1. februar 1825, død 11. september 1896) var en amerikansk folkemindeforsker. Han samlede og udgav folkevisesamlingen
The English and Scottish Popular Ballads, også benævnt efter hans efternavn som Child Ballads.